# لار (هونسروک)
لار (به آلمانی: Lahr) یک شهر در آلمان است که در Kastellaun واقع شده‌است. لار ۱۹۵ نفر جمعیت دارد.